# 亞馬遜棘桿鮠
亞馬遜棘桿鮠，為輻鰭魚綱鯰形目項鰭鯰科的其中一種，為熱帶淡水魚類，分布於南美洲亞馬遜河流域，體長可達6.6公分，棲息在底層水域，生活習性不明。

## 扩展阅读
維基物種上的相關：亞馬遜棘桿鮠